# Adèle Hauwel
Adèle Hauwel est une médecin et féministe belge, née le 20 mars 1920 à Saint-Gilles et décédée le 30 août 2004 à Forest. Dès 1934 et jusqu'à la fin de sa vie, elle se préoccupe de la santé des femmes, leur autonomie financière et la lutte pour l'émancipation économique des travailleuses. Elle s'inquiète en particulier des mesures censées protéger les femmes et qui, en fait, freine leur progression dans leur carrière ou même leur interdisent l'accès à certaines professions. Adèle Hauwel fait le lien entre le féminisme de la première vague et la nouvelle génération.  

## Biographie

### Jeunesse et formation
Adèle Hauwel naît à Saint-Gilles le 20 mars 1920 dans une famille catholique de la classe moyenne . Son père, Florimond Hauwel, est vendeur dans le textile et sa mère, Irma Verspecht, femme au foyer. Elle a deux sœurs aînées, Marguerite et Lucie Hauwel. Elle fait des études secondaires à l'athénée d'Ixelles. À la suite du décès de son père, sa famille n’a plus les moyens financiers pour subvenir à des dépenses universitaires, cependant une bourse lui est octroyée grâce à ses bons résultats scolaires. Elle choisit la médecine plutôt que la philosophie pour avoir davantage de « liberté d'expression et d'action ». Elle entre à l'Université libre de Bruxelles. Elle est une des premières femmes belges à obtenir son diplôme de médecine en 1945,.

### Féminisme
Très jeune, elle est sensibilisée aux idées féministes. Déjà, à l’âge de 15 ans, le roman Fécondité d’Émile Zola, lui fait prendre conscience que l’image de la femme véhiculée par la société est dégradante. Plus tard, l'enseignement d'Aimée Lemaire-Bologne et les conférences de Louise De Craene-Van Duuren, fondatrice du Groupement belge de la Porte Ouverte, ont une grande influence sur elle. Par ailleurs les récits des exploratrices Ella Maillart et de Virginie Hériot la passionnent.
Dans les années 1934 et suivantes, son activité est essentiellement basée sur la santé des femmes. Elle tient aussi à mettre en place des dispositifs pour aider les femmes à devenir indépendante sur le plan économique. Elle milite pour les congés de maternité et l'accès aux professions traditionnellement réservées aux hommes,.

### Seconde guerre mondiale
Durant la Seconde Guerre mondiale, Adèle Hauwel entre dans la résistance armée contre l’occupation nazie, tout en poursuivant ses études de médecine. Cependant, elle n’a jamais voulu de reconnaissance pour ces faits, ne considérant pas son activité comme majeure face aux atrocités que d’autres ont pu subir,,.

### Pratique médicale
Après la guerre, Adèle Hauwel ouvre son cabinet de médecine générale à Ixelles. Dans ce cadre, elle informe et conseille les femmes sur les questions de contraception et soutient celles qui ont besoin d'un avortement, ce qui permet aux femmes de vivre leur sexualité de manière libre et contrôlée. Elle pratique aussi la « défloration artificielle » pour celles qui souhaitent se débarrasser de leur virginité et soutient les femmes qui veulent sortir de la prostitution. Elle et sa sœur Lucie vont aussi aider les femmes victimes de violences conjugales. Elle s’investit auprès des plus démunis en leur offrant des soins médicaux gratuits,.
Elle a participé à l'organisation Syndicat Libre à Bruxelles, mais s'est notamment démarquée en étant membre de la FMFU et du Business and Professional Women of Belgium[pas clair].

### Après la Seconde Guerre mondiale
Après la Seconde Guerre mondiale, elle remet sur pied Groupement de la Porte Ouverte avec Germaine Hannevart et en devient la secrétaire en 1945 puis la secrétaire générale en 1948.
Elle préside la Commission travail du Conseil national des femmes belges et la Commission permanente du travail du Conseil international des femmes (CIF). Elle joue ainsi un rôle important dans la mise en place du lobby féminin durant les années 1950 et 1960 et devient une figure incontournable du féminisme des années 1970.

### Egalité dans le monde du travail
Marquée par son passé durant la guerre, elle va se battre pour que les hommes et les femmes soient égaux face au droit civique de passer leur service militaire et d´être présentes à tous les échelons de la hiérarchie militaire.
Adèle Hauwel considère que des législations prétendument protectrices des femmes sont en fait des entraves à leur accès à l'emploi et à un travail mieux rémunéré. Elle demande qu'au moins on laisse aux femmes le choix et la possibilité d’accéder à ces emplois. De la même façon, elle se bat pour que les femmes enceintes ne soient pas défavorisées par leur statut récent de mère ou de future mère dans le monde du travail.Même si le droit interdit aux employeurs de poser des questions à ce sujet, la plupart le font tout de même. Elle intervient donc car cela les empêche notamment de faire des heures supplémentaires même quand elles sont parfaitement capables physiquement de les prester, ce qui a des conséquences financières pour elles.
Adèle Hauwel considère aussi que les rôles traditionnellement considérés comme féminins, en imposant une image stéréotypée de la femme et en mettant l’accent sur son corps et son rôle de séduction, freinent considérablement le sérieux du travail féminin et nuisent à son image comme travailleuse à part entière.
Adèle Hauwel a fait partie de celles et ceux qui ont permis l’obtention de l’égalité salariale qui a été concrétisée par l’art. 119 du traité de Rome.

### Activisme
Adèle Hauwel, pendant toute sa vie, a participé à de nombreuses manifestations pour revendiquer le droit des femmes. Lors de l’élection de Miss Belgique en 1971 à Anvers, des activistes du Groupement de la Porte Ouverte organisent une action de provocation. Danielle Colardijn, malgré sa minorité, réussit à être élue mais, dans son discours de remise de prix, elle dénonce l’image patriarcale de la femme que véhicule ce genre de concours,,.
Enfin, en 2004, juste avant sa mort, elle prépare la commémoration de la manifestation féministe du 21 décembre 1934 dans la salle de la grande Harmonie à Bruxelles, en réponse aux mesures prises par le gouvernement visant à limiter le travail des femmes,.

### Politique
Adèle Hauwel estime que Mai 68 n'est que « l'aboutissement du désir des hommes de se réserver l'accès au corps des femmes sans contrainte ». En désaccord avec les néo-féministes qui rejettent la politique, elle crée en 1972, avec Nina Ariel (PLP), Claire Bihin (PSC), Renée Fosseprez (FDF), le Parti féministe unifié, parti féminin, qui présente des listes exclusivement féminines,,,.
Toute sa vie Adèle Hauwel, ainsi que Louise De Craene, Marcelle Renson, Stella Wolf et Jeanine Van Esch ont été très actives sur le plan de la recherche de documentations relatives au droit des femmes. Ce travail de recherche lui a permis d’être à tout moment sur le qui-vive en cas de projet de loi, de manifestations… car elle était attentive « aux écrits, aux publications journalistiques, aux prises de position des organes officiels tant belges qu'étrangers et particulièrement ceux des Nations Unies ». Nous pouvons aujourd’hui retrouver l’ensemble de ses recherches sur le CARHIF.

### Au niveau international
Très tôt, elle adhère à la section "Jeunes" du Comité mondial des femmes contre la guerre et le fascisme (CFM). Comme porte-parole de cette section, elle s'oppose à la montée du rexisme et dénonce les dangers de l'extrême-droite ainsi d'ailleurs que du communisme.
Adèle Hauwel a également fait partie de l'Organisation internationale du travail à Genève.
Durant les années 1950, elle anime l’Open Door International (ODI), préparant les documents et les études à porter auprès des instances internationales. En 1980, elle représente cette organisation au sein des Nations Unies et participe à l'élaboration de « la convention sur l'élimination de toute forme de discrimination à l'égard des femmes ».

### Fin de vie
De plus, Adèle Hauwel a pu voir se concrétiser la loi sur la libéralisation de l’avortement,. En effet, à travers son activité de médecin, elle militait pour l’émancipation sexuelle de la femme de par l’avortement, alors que l’avortement était alors encore interdit sous M. Willy Peers.
Adèle Hauwel décède le 30 août 2004 à Forest. Elle est incinérée au crématorium de Uccle le 2 septembre 2004,.
Ses dernières volontés sont de ne pas recevoir de fleurs lors de son enterrement, en contrepartie, elle demande que des dons soient reversés au Groupement de la Porte Ouverte. Adèle Hauwel est restée célibataire toute sa vie et n’a pas eu d’enfant tant elle était impliquée dans son activité féministe.

## Hommages et distinctions
Elle est la première à avoir reçu en 1983 le prix Avon au château Sainte-Anne à Bruxelles pour ses actions féministes au niveau belge et international faisant partie du Groupement de la Porte Ouverte dont le corollaire international est l’ODI (Open Door International).
Le prix Avon, inauguré au Japon en 1978, a pour objectif principal de « récompenser les femmes qui ont réussi dans divers domaines grâce à leurs propres ressources et à leurs propres initiatives ». Elle a ainsi remporté une somme de 250 000 francs[Lesquels ?] qu’elle a reversé à un organisme de son choix.
Une crèche de Saint-Gilles, inaugurée en 2016, porte le nom d'Adèle Hauwel.

## Publications
Chaque mois, dans le mensuel du Groupement de la Porte Ouverte, elle publie des articles sur les positions de la travailleuse. Adèle Hauwel rédige aussi Algemene geschiedenis der Nederlanden (Histoire générale des Pays-Bas) ainsi que Les éphémérides du féminisme.

## Citation
« Le boléro de Ravel… Parce qu’il illustre à merveille le travail des féministes : seriner et taper sur le même clou à longueur de vie pour obtenir l’égalité. » – Adèle.